# GRN-Betreuungszentrum Sinsheim
Das GRN-Betreuungszentrum Sinsheim ist eine Pflegeeinrichtung in Sinsheim in Trägerschaft der Gesundheitszentren Rhein-Neckar. Die Einrichtung versorgt neben hilfsbedürftigen Senioren auch Menschen mit psychischen Erkrankungen, Suchterkrankungen, geistigen Behinderungen oder chronisch neurologischen Erkrankungen jeden Alters. Leistungen werden in vollstationärer Pflege oder Kurzzeitpflege angeboten.

## Geschichte
Am Standort befand sich ursprünglich das Franziskanerkloster Sinsheim. Nach dessen Auflösung wurde das Gelände 1876 vom Landkreis Heidelberg erworben, der darin eine sogenannte Kreispflegeanstalt unterbrachte. 1905 wurde ein Neubau eröffnet und die Klostergebäude abgerissen. 
Am 15. Mai 1940 begannen auf Anordnung des badischen Innenministeriums im Rahmen der Aktion T4 die ersten Transporte von Patienten der Kreispflegeanstalt in Tötungsanstalten.
Das heutige Betreuungszentrum ist Nachfolgeeinrichtung des Kreispflegeheim Sinsheim, welches wiederum Nachfolgeeinrichtung der Kreispflegeanstalt Sinsheim war. Nach der Eingliederung in die Gesundheitszentren Rhein-Neckar gGmbH wurde es in GRN-Betreuungszentrum Sinsheim umbenannt.

## Einrichtung
Die Einrichtung verfügte im Geschäftsjahr 2023 über 195 Pflegeplätze.